# Moby Blu
Moby Blu era una nave traghetto appartenuta con questo nome alla compagnia di navigazione italiana Moby Lines dal 1982 al 2003.

## Servizio
La nave fu varata con il nome di Free Enterprise II il 29 gennaio 1965 ai cantieri navali di Schiedam, nei Paesi Bassi, per conto della compagnia di navigazione Townsend Bros Ferries. Impiegata per collegare Dover con Calais o Zeebrugge, rimase su queste rotte anche dopo la fusione tra la compagnia di navigazione britannica e la norvegese Thoresen Ferries, che diede vita nel 1968 alla Townsend Thoresen. L'unica variazione fu l'impiego sulla rotta Southampton - Cherbourg nei mesi estivi dal 1970 al 1974. Nel 1977 fu posta in disarmo, venendo impiegata nell'estate 1979 nuovamente tra Southampton e Cherbourg, servizio ripetuto anche nelle due stagioni seguenti dopo due brevi noleggi alla Sealink, durante i quali fu utilizzata tra Weymouth e le isole di Jersey e Guernsey.

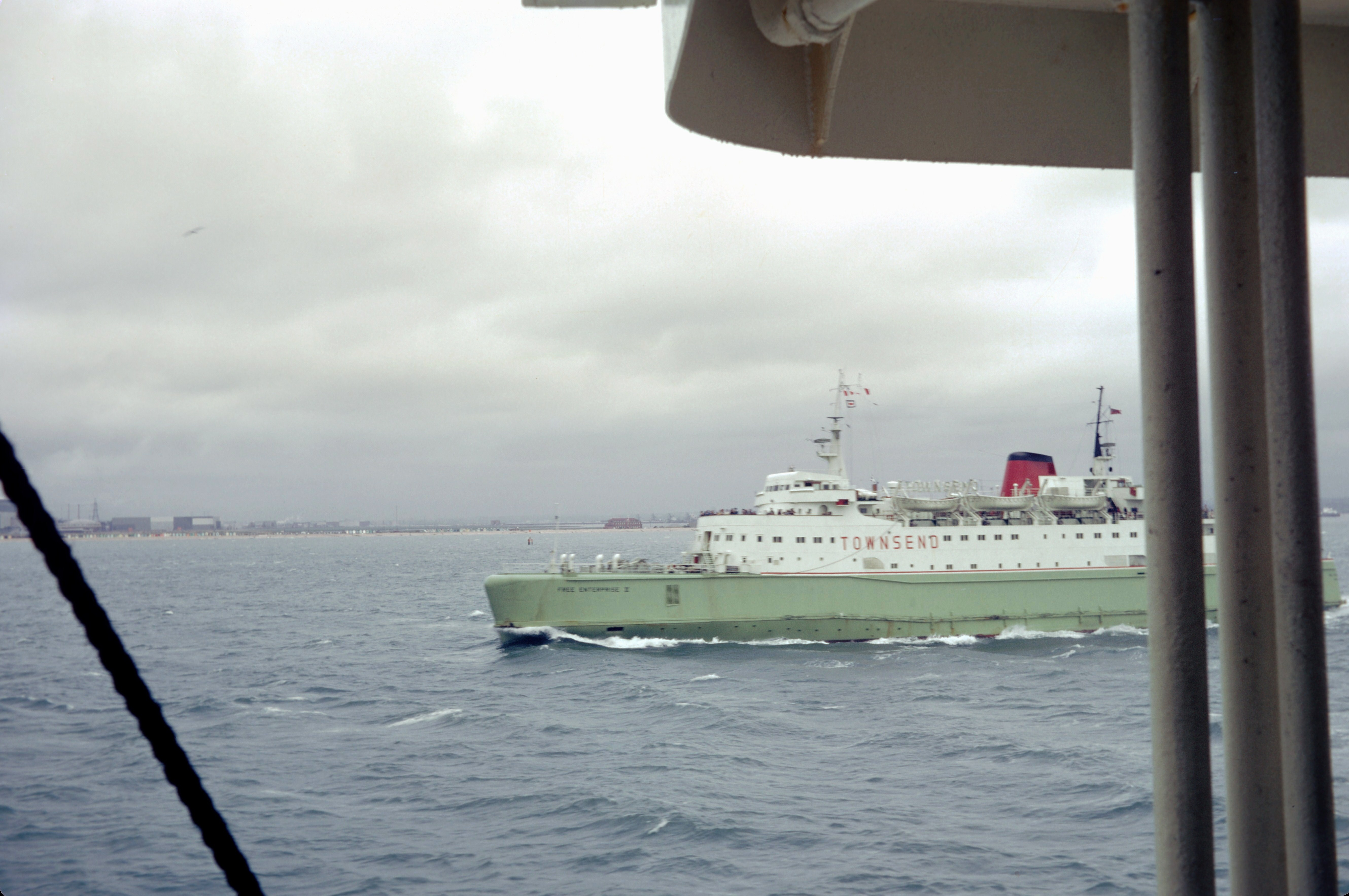
L'allora Free Enterprise II in partenza da Southampton e diretta a Cherbourg il 4 agosto 1971.

Nuovamente posta in disarmo al termine della stagione 1981, a ottobre dell'anno successivo fu venduta all'italiana Nav.Ar.Ma, divenendo l'ammiraglia della flotta e venendo immessa sul collegamento tra Livorno e Bastia. La nave, rinominata Moby Blu, fu il primo traghetto della compagnia italiana ad essere caratterizzato dal logo della balena sorridente dipinto sulle fiancate. Tra gli anni 1980 e 1990 fu in servizio sulla linea Porto Santo Stefano - Bastia e successivamente fu spostata sul collegamento tra Piombino e Portoferraio, sull'Isola d'Elba. Rimase in servizio su questa linea fino al 2001, quando fu posto in disarmo a Cagliari. Nel novembre 2003 fu venduto ad un cantiere di demolizione indiano ad Alang, partendo per l'ultimo viaggio un mese più tardi con il nome troncato in Moby B..